# Meszkalamdug
Meszkalamdug (𒈩𒌦𒄭 mes-kalam-dùg, „A jó föld (Sumer) hőse”) Meszannepadda apja, az I. uri dinasztia alapítója, aki azonban nem szerepel a sumer királylista névsorában. Egy Máriból származó lazúrgyöngy felirata szerint a Kis királya címet viselte. Sírját megtalálták Urban, amit nem soroltak a királysírok közé, mert nem volt külön épített sírkamrája és emberáldozat nyomát sem találták benne. Megtalálták viszont a korai sumer uralkodókra jellemző aranysisakját, amit valószínűleg szertartásokon használt, s ma a British Museumban látható Londonban.[forrás?]